# Eisberg (Lied)
Eisberg ist ein Lied des deutschen Popsängers Andreas Bourani. Das Stück ist die zweite Singleauskopplung aus seinem Debütalbum Staub & Fantasie.

## Entstehung und Artwork
Geschrieben wurde das Lied von Andreas Bourani, Julius Hartog und Tom Olbrich. Produziert wurde die Single von Andreas Herbig und Peter Seifert. Letztere arrangierte und mischte das Lied auch. Die Single wurde unter den Musiklabels Universal Music Group und Vertigo Berlin veröffentlicht und vertrieben. Auf dem kühl gehaltenen Cover der Maxi-Single ist – neben Künstlernamen und Liedtitel – Bouranis Oberkörper, in einer Nebelschwade, zu sehen.

## Veröffentlichung und Promotion
Die Erstveröffentlichung von Eisberg erfolgte am 23. September 2011 in Deutschland, Österreich und der Schweiz. Die physische Maxi-Single wurde als 2-Track-Single veröffentlicht und beinhaltet neben der Singleversion eine Akustikversion von Eisberg als B-Seite.
Um das Lied zu bewerben, folgte unter anderem ein Liveauftritt bei einem 1 Live-Konzert, das vom Westdeutschen Rundfunk übertragen wurde, wo er sein Lied zusammen mit dem deutschen Liedermacher Philipp Poisel sang. In den Folgejahren war Eisberg ein beliebtes Stück in Castingshows.

### Bundesvision Song Contest 2011
Um das Lied und sich selbst zu bewerben, trat Bourani beim Bundesvision Song Contest 2011 für sein Bundesland Bayern an. Er belegte mit 26 Punkten den zehnten Rang und musste sich unter anderem Tim Bendzko mit seinem Siegertitel Wenn Worte meine Sprache wären, Flo Mega (Zurück), Glasperlenspiel (Echt) oder auch Frida Gold (Unsere Liebe ist aus Gold) geschlagen geben. Aus seiner Heimat Bayern bekam er mit 12 Punkten die höchste Punktzahl des Abends, aus weiteren acht Bundesländern bekam er zwischen einem und vier Punkte.
Jeder Künstler dreht zu Promotionzwecken einen Wahlwerbespot für die Teilnahme am BuViSoCo. In diesem trifft sich Bourani mit anderen Menschen in einer Selbsthilfegruppe. Alle haben das Problem, dass sie Bayern und die bayerische Kultur mögen und von anderen dies nicht akzeptiert wird. Das Video endet mit einem Appell Bouranis, dass wir ein Herz für Bayern haben sollen. Dies war die erste Teilnahme von Bourani beim Bundesvision Song Contest. 2014 nahm er erneut mit dem Titel Auf anderen Wegen teil.
Punktevergabe
|   |   |   |   |   |   |    |   |   |   |   |   |   |   |   |   | Gesamt |
| - | - | - | - | - | - | -- | - | - | - | - | - | - | - | - | - | ------ |
| 1 | 0 | 0 | 0 | 4 | 0 | 12 | 0 | 0 | 2 | 1 | 0 | 3 | 1 | 1 | 1 | 26     |

## Inhalt
Der Liedtext zu Eisberg ist in deutscher Sprache verfasst. Die Musik und der Text wurden gemeinsam von Andreas Bourani, Julius Hartog und Tom Olbrich verfasst. Musikalisch bewegt sich das Lied im Bereich der Popmusik. Die Instrumente wurden von Arne Augustin (Klavier), Julius Hartog (Gitarre), Ralph Rieker (Bass) und Jürgen Stiehle (Schlagzeug) eingespielt.

„Ich will glänzen,

ich will scheinen

und ich tu als tät nichts weh.

Würd dir gerne alles zeigen,

bin ein Eisberg auf der See.“

Universal selbst beschrieb Bouranis-Lied mit folgenden Worten:

„Der feinsinnige Song handelt von den Flüchtigkeiten des Alltags. Darüber wie Menschen sich begegnen und wie sie einen Schutzpanzer der Oberflächlichkeit um ihre Unsicherheit herum bauen. Ein warmherziges Plädoyer für Menschlichkeit und Offenheit.“

## Musikvideo
Das Musikvideo zu Eisberg feierte am 1. September 2011, auf der Webseite von Bourani, seine Premiere. Zu sehen ist Bourani, der zu Beginn langsam aus einem Wasserbecken auftaucht. Danach begibt er sich durch eine Stadt und singt dabei sein Lied. Unterwegs begegnet er Menschen, wobei bei manchen kurze Ausschnitte von diesen und ihren Träumen, zu sehen sind. Am Ende des Videos schweben alle Menschen, denen Bourani begegnete, in die Luft. Die Gesamtlänge des Videos beträgt 3:58 Minuten.

## Mitwirkende
Liedproduktion
- Arne Augustin: Klavier
- Andreas Bourani: Komponist, Liedtexter
- Julius Hartog: Gitarre, Komponist, Liedtexter
- Andreas Herbig: Musikproduzent
- Tom Olbrich: Komponist, Liedtexter
- Ralph Rieker: Bass
- Peter Seifert: Abmischung, Arrangement, Musikproduzent
- Jürgen Stiehle: Schlagzeug

Unternehmen
- Universal Music Group: Musiklabel
- Vertigo Berlin: Musiklabel

## Charts und Chartplatzierungen
Eisberg erreichte in Deutschland Position 47 der Singlecharts und konnte sich insgesamt acht Wochen in den Charts halten. In Österreich erreichte die Single in einer Chartwoche Position 56 der Charts. In Deutschland platzierte sich die Single direkt nach der Veröffentlichung auf Anhieb in den Charts. In Österreich erreichte die Single erstmals nach einem Auftritt von Richard Schlögl, in der Dritten Live-Challenge-Show von Deutschland sucht den Superstar, die Charts. Der Auftritt führte auch zu einem Wiedereinstieg in den deutschen Charts.
Für Bourani ist dies als Autor und Interpret nach Nur in meinem Kopf der zweite Charterfolg in Deutschland. Aufgrund des späteren Charteintritts ist es in Österreich nach Nur in meinem Kopf und Wie wir waren der dritte Charterfolg.

## Coverversionen
- 2015: Hartmut Engler, der Pur-Frontmann sang das Lied in der zweiten Staffel von Sing meinen Song – Das Tauschkonzert. Das Lied schaffte es auf den gleichnamigen Sampler.
- 2016: Tay Schmedtmann, der deutsche Popsänger sang das Lied zusammen mit Andreas Bourani während der Finalshow der sechsten Staffel von The Voice of Germany.

## Trivia
Ein Lied mit ganz ähnlich klingendem Titelwort und auch ähnlichem Inhalt, dem Nicht-Zeigen von Gefühlen ist Eisbär von Grauzone.